# Lamiopsis temminckii
Cá mập vây rộng (tên khoa học Lamiopsis temminckii) là một loài cá mập của họ Carcharhinidae, được tìm thấy trong vùng biển nhiệt đới của Ấn Độ-Thái Bình Dương giữa vĩ độ 24 ° N và 4 ° S, từ bề mặt tới 50 m. Chiều dài của nó lên đến khoảng 1,7 m. Nó là loài đẻ con, và không được biết gây nguy hiểm cho con người.